# Monaster Arnota
Monaster Arnota (rum: Mănăstirea Arnota) – rumuński klasztor prawosławny położony w miejscowości Bistrița (gmina Costești), w okręgu Vâlcea, w Rumunii. Klasztor został założony przez Mateusza Basaraba i jego żonę Elinę, a kościół poświęcony jest "Archaniołom Michałowi i Gabrielowi".
Klasztor jest wpisany na listę obiektów zabytkowych pod numerem VL-II-a-A-09667.